# 김승희 (시인)
김승희(金勝熙, 1952년 3월 1일 ~ )는 대한민국의 시인이자 소설가이다. 광주 출생으로 서강대학교 영문과, 동 대학원 국문과를 졸업하였다. 현재 서강대학교 국제인문학부 국어국문학과 명예교수이다. '불의 여인’, ‘언어의 테러리스트’, ‘초현실주의 무당’으로 불린다.

## 약력
1973년 경향신문 신춘문예에 시가 당선되어 등단하여, 1994년 동아일보 신춘문예에 소설이 당선되었고, 1991년 제5회 〈소월시문학상〉, 2003년 제2회 〈고정희상〉, [2013년] 제4회 질마재문학상을 수상하였다.

## 저서

### 시집
- 《태양미사》(고려원, 1979)
- 《왼손을 위한 협주곡》(문학사상사, 1983)
- 《미완성을 위한 연가》(나남, 1987) ISBN 8930010040
- 《달걀 속의 生》(문학사상사, 1989)
- 《어떻게 밖으로 나갈까》(세계사, 1991)
- 《세상에서 가장 무거운 싸움》(세계사, 1995) ISBN 8933810560
- 《빗자루를 타고 달리는 웃음》(민음사, 2000) ISBN 8937406896
- 《냄비는 둥둥》(창비, 2006) ISBN 8936422650

### 산문집
- 《고독을 가리키는 시계바늘》(1976) ISBN 5000010069 {{isbn}}의 변수 오류: 유효하지 않은 ISBN.
- 70년대 작가와의 대화집《영혼은 외로운 소금밭》(1980) ISSN 2002202002873
- 이상 평전《제13의 아해도 위독하오》(1982)
- 《벼랑의 노래》(1984) ISBN 2001634000600
- 《33세의 팡세》(1985) ISBN 8970124055
- 《단 한 번의 노래 단 한 번의 사랑》(1988) ISBN 2005643000316
- 《사랑이라는 이름의 수선공》(1993) ISBN 8985247611
- 《너를 만나고 싶다》(2000) ISBN 8901030365
- 《남자들은 모른다》(2001) ISBN 8989351111
- 《김승희 윤석남의 여성이야기》(마음산책, 2003)
- 《그래도라는 섬이 있다》(마음산책, 2007)

### 소설집
- 《산타페로 가는 사람》(1997) ISBN 8936436457
- 《왼쪽 날개가 약간 무거운 새》(1999) ISBN 8970631895